# Kikihia subalpina
Kikihia subalpina är en insektsart som först beskrevs av Hudson 1891.  Kikihia subalpina ingår i släktet Kikihia och familjen cikador. Inga underarter finns listade i Catalogue of Life.